# Leendert Spaander

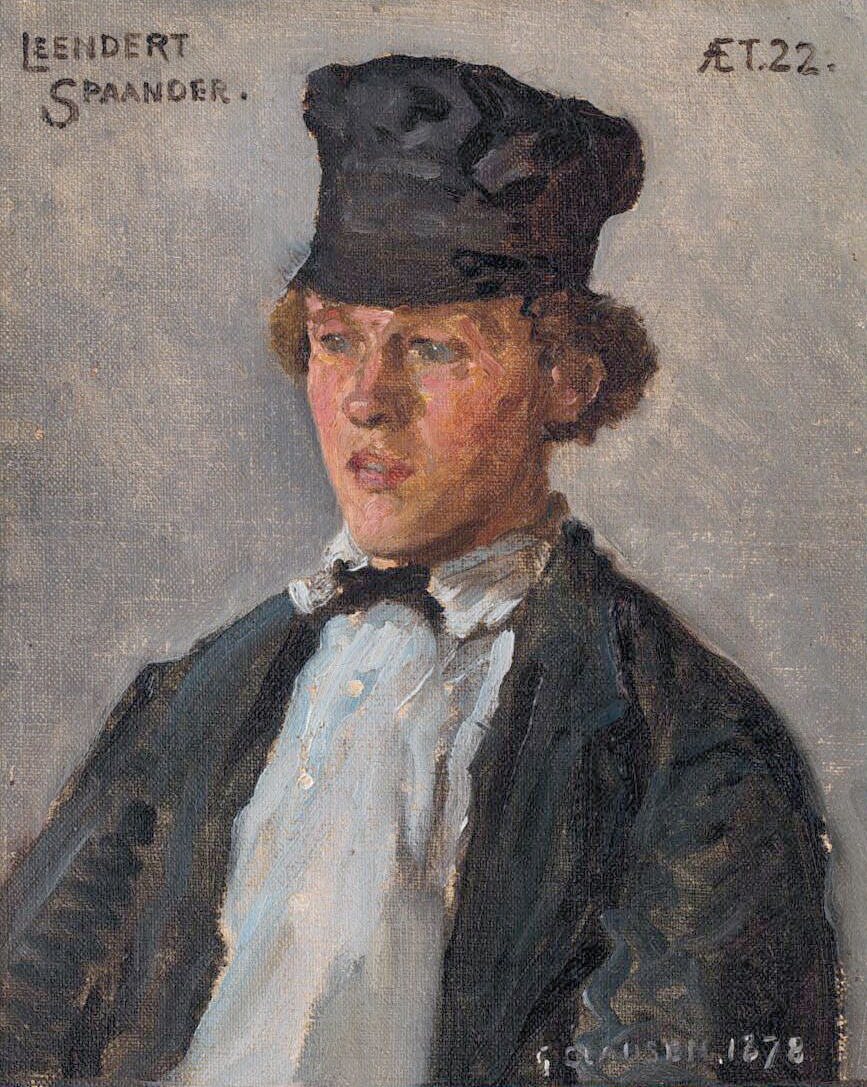
Leendert Spaander (George Clausen, 1878)

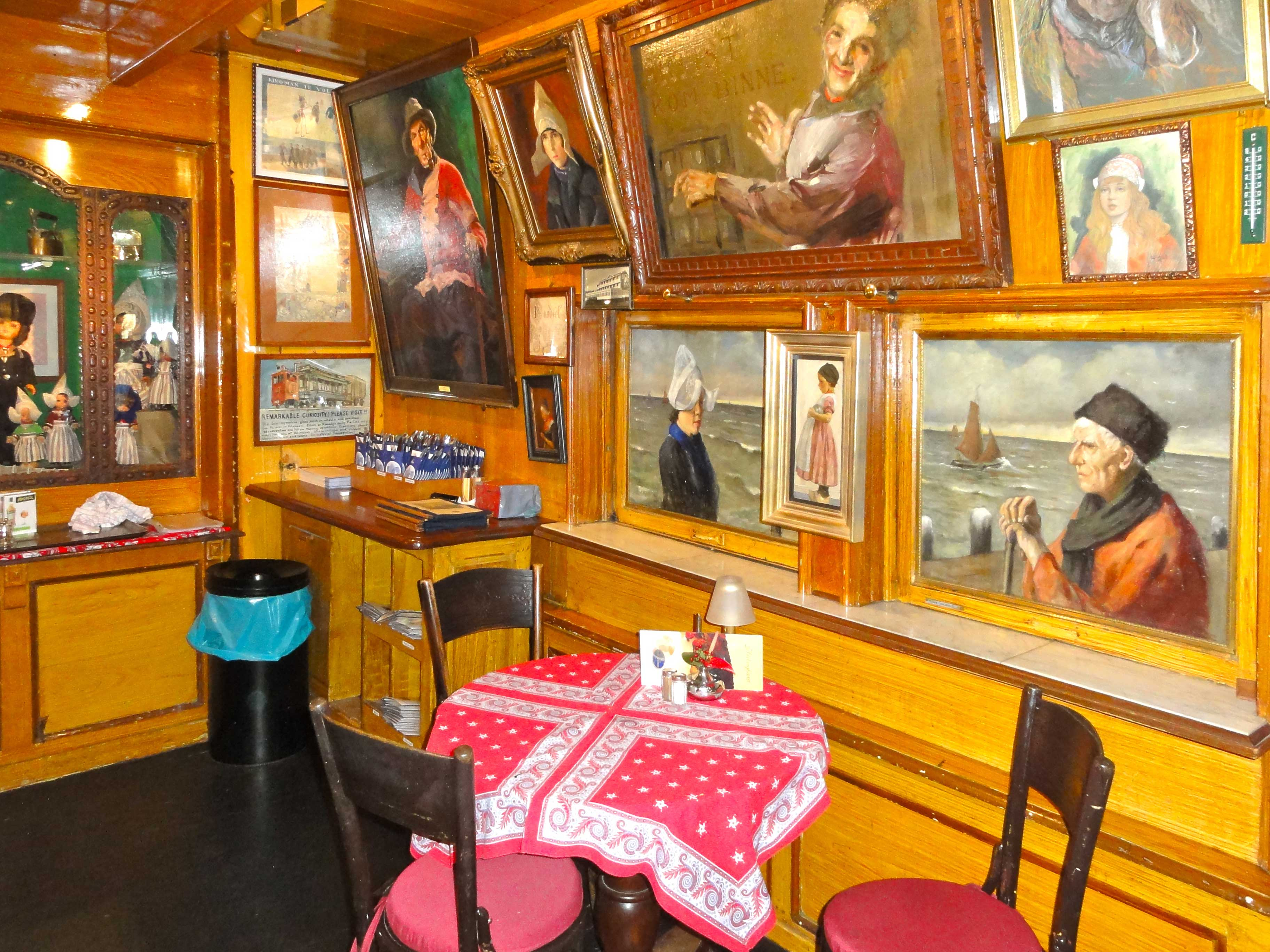
Interieur van hotel Spaander met een deel van de kunstverzameling

Leendert Spaander (Nieuwendam, 18 september 1855 - Edam, 2 juli 1955) was een Volendamse hotelier en kunstverzamelaar.

## Leven en werk
Spaander werd in 1855 in Nieuwendam in Noord-Holland geboren als zoon van de zeilmaker Jan Leendertsz. Spaander en van Elisabeth Ringers. Hij trouwde in 1876 in Edam met Aaltje Kout (1856-1921). Net als zijn vader was hij toen zeilmaker. Vijf jaar na zijn huwelijksdatum besloot hij in Volendam het café van Pieter Steur te kopen. Hij maakte van het bruine café een hotel, dat zijn naam zou krijgen, hotel Spaander. Hij was geïnteresseerd in kunst en probeerde kunstenaars uit binnen- en buitenland voor een verblijf naar Volendam te krijgen. Om hun verblijf ook productief te maken liet hij aan de achterzijde van het hotel atelierwoningen bouwen. In de loop der tijd verzamelde hij van de kunstenaars die in zijn hotel verbleven een omvangrijk oeuvre aan kunstwerken. Werk dat zij hem schonken als dank of als betaling voor hun verblijf. Bovendien trouwden drie van zijn zeven dochters met kunstschilders. Ook zijn schoonzonen Augustin Hanicotte, Georg Hering en Wilm Wouters zorgden voor de uitbreiding van zijn collectie. Zijn dochter Aaltje, die zijn zaak zou voortzetten, breidde de door hem opgebouwde verzameling verder uit. De omvangrijke collectie van 1400 kunstwerken bevindt zich nog steeds in het door hem gestichte hotel Spaander, dat inmiddels is aangesloten bij hotelketen Best Western.
Spaander overleed in juli 1955 op bijna honderdjarige leeftijd in Edam.